# Calamia
Calamia é um gênero de traça pertencente à família Arctiidae.